# Schutztrennung
Die Schutztrennung ist eine Schutzmaßnahme, die auf der sicheren galvanischen Trennung der Stromkreise, zum Beispiel mittels eines Trenntransformators, beruht.
Sie ist eine mögliche Maßnahme gegen Stromunfälle in Niederspannungsnetzen, wenn aufgrund von bestimmten Situationen, wie bei Arbeiten unter engen räumlichen Verhältnissen, die Gefahr besteht, dass Personen spannungsführende Teile versehentlich berühren.

## Motivation

Links: Keine Schutztrennung im Stromkreis, Strom fließt bei Körperschluss über Person.
Rechts: Mit Schutztrennung mittels Trenntransformator Tr.

Übliche öffentliche Stromversorgungsnetze im Niederspannungsbereich, wie das TN-System oder TT-System, weisen einen geerdeten Sternpunkt auf. Durch die Schutztrennung wird die Erdung des versorgenden Netzes aufgehoben, womit auf der geschützten Seite (Sekundärseite) zwischen den Außenleitern und Erde keine Spannungsdifferenz auftritt. Bei einem Körperschluss, also einer leitenden Verbindung zwischen aktivem Leiter und Gehäuse, kann dann keine Berührungsspannung gegenüber Erde auftreten. Das Gehäuse kann ohne Gefahr berührt werden, wie in der Abbildung rechts dargestellt ist. Auch bei direkter, einpoliger Berührung eines sekundärseitigen Leiters tritt keine Spannung gegenüber Erde auf, womit auch in diesem Fall keine Gefahr für die betreffende Person besteht. Ohne Schutztrennung kommt es hingegen bei einem Körperschluss und Berührung zu einem Stromfluss durch die Person, in rot punktierter Linie dargestellt, welcher unter Umständen tödlich sein kann (linke Situation).
Die Schutztrennung bietet hingegen keinen Schutz, wenn bei einem Körperschluss zusätzlich ein weiterer Fehler wie ein zusätzlicher Erdschluss auftritt. Dieser Erdschluss kann dazu führen, dass die Schutztrennung aufgehoben wird und ein Strom über die Erde zum Fließen kommen kann.

## Aufbau und Vorschriften
Die Schutzmaßnahme ist aufwendig, weil zur galvanischen Trennung ein Trenntrafo verwendet wird, an den besondere Anforderungen gestellt werden. Ein Durchschlagen der Isolation zwischen den Wicklungen muss besonders erschwert sein. Die Isolation muss einer Spannung von mindestens 3000 Volt standhalten und die Anschlüsse müssen so gestaltet sein, dass sie sich nicht versehentlich berühren können.
An den Trenntransformator darf bei vorgeschriebener Schutztrennung nur ein elektrischer Verbraucher angeschlossen werden. Werden mehrere Geräte an einen Trenntransformator angeschlossen, so muss zwischen den einzelnen Geräten ein erdfreier örtlicher Potentialausgleich hergestellt werden. Dazu werden die Geräte über eine Potentialausgleichsleitung miteinander verbunden. Die Potentialausgleichsleitung verhindert das Entstehen einer Berührungsspannung, wenn mehrere Geräte einen Körperschluss haben. Anlagen dieser Art dürfen seit dem Erscheinen der neuen VDE 0100 Teil 410 am 1. Juni 2007 nur noch von Elektrofachkräften oder elektrotechnisch unterwiesenen Personen benutzt werden.
Schutztrennung ist vorgeschrieben bei Schutzkleinspannungstrafos, bei Arbeiten in beengten Räumen und im Behälterbau.
Die Leitungslänge bei Schutztrennung darf maximal 500 m betragen. Die Spannung darf 500 V nicht überschreiten; zusätzlich muss das Produkt Ausgangsspannung (Sekundärspannung) • Leitungslänge kleiner als 100.000 Vm sein.
Ist zusätzlich ein Schutz vor kurzzeitigem Netzausfall notwendig, kann statt eines Trenntransformators auch ein Umformer zum Einsatz kommen, der den Ausfall mittels Energiespeicher (Schwungrad) überbrückt.

## Gesetze und Normen
- DIN VDE 0100-410 (VDE 0100-410):2007-06 Errichten von Niederspannungsanlagen -Teil 4-41: Schutzmaßnahmen -Schutz gegen elektrischen Schlag (IEC 60364-4-41:2005, modifiziert); Deutsche Übernahme HD 60364-4-41: 2007. VDE-Verlag, Berlin.